# 근흥면
근흥면(近興面)은 대한민국 충청남도 태안군의 면이다.

## 행정 구역
- 가의도리
- 신진도리
- 도황리
- 두야리
- 마금리
- 수룡리
- 안기리
- 용신리
- 정죽리

## 학교
- 근흥초등학교 (용신리)
- 안흥초등학교 (정죽리)
  - 신진도분교 (신진도리)
  - 가의도분교 (폐교) - 근흥면 가의도리 486-2
  - 마도분교 (폐교) - 근흥면 신진도리 214
  - 안흥초등학교 흑도분교 (폐교) - 근흥면 가의도리 산35-2
  - 궁시도분교 (폐교) -근흥면 가의도리 산18-2
- 방두초등학교 (폐교) - 근흥면 근흥로 301-124 (두야리)
- 근흥중학교 (용신리)